# مانويلا ماريا
مانويلا ماريا (بالبرتغالية: Manuela Maria‏) هي ممثلة برتغالية، ولدت في 26 يناير 1935 في لشبونة في البرتغال.

## وصلات خارجية
- مانويلا ماريا على موقع IMDb (الإنجليزية)
- مانويلا ماريا على موقع قاعدة بيانات الفيلم (الإنجليزية)